# Prvenstvo Jugoslavije u hokeju na travi 1983.
Jugoslavensko prvenstvo u hokeju na travi za 1983. godinu je osvojila momčad Subotičanka iz Subotice.

## Ljestvica
| poz. | klub                 | ut. | pob. | rem. | izg. | g+ | g- | bod |
| ---- | -------------------- | --- | ---- | ---- | ---- | -- | -- | --- |
| 1.   | Subotičanka Subotica | 14  | 12   | 2    | 0    | 52 | 5  | 26  |
| 2.   | Jedinstvo Zagreb     | 14  | 10   | 2    | 2    | 34 | 15 | 22  |
| 3.   | Marathon Zagreb      | 14  | 9    | 3    | 2    | 28 | 8  | 21  |
| 4.   | Zorka Subotica       | 14  | 6    | 4    | 4    | 23 | 15 | 16  |
| 5.   | Partizan Zelina      | 14  | 4    | 4    | 6    | 20 | 25 | 12  |
| 6.   | Mladost Zagreb       | 14  | 4    | 2    | 8    | 10 | 25 | 10  |
| 7.   | BASK Beograd         | 14  | 1    | 1    | 12   | 14 | 55 | 3   |
| 8.   | Trešnjevka Zagreb    | 14  | 1    | 0    | 13   | 11 | 44 | 2   |